# Клуенции
Клуенциите (gens Cluentia) са фамилия от Древен Рим. Произлизат от Ларинум от племето оски.
Известни от фамилията:
- Луций Клуенций или Авъл Клуенций при Евтропий, генерал, командващ войските на Помпей против Сула през Гражданската война.[1][2]
- Авъл Клуенций Хабит Стари (+ 88 пр.н.е.), женен за Сасия, баща на Клуенция.[3]
- Клуенция A. f., сестра на Авъл Клуенций Хабит Стари, съпруга на Стаций Албий Опианик.[4]
- Авъл Клуенций Хабит Млади, 74 пр.н.е.[5]
- Клуенция A. f., сестра на Авъл Клуенций Хабит Млади, съпруга на брадовчед си Авъл Аврий Мелин.[6]